# Mitsuru Adachi
Mitsuru Adachi (japonès: あだち 充 o 安達 充, hepburn: Adachi Mitsuru, nascut el 9 de febrer de 1951, Isesaki, prefectura de Gunma, Japó) és un autor japonès de manga. La seva primera obra fou Kieta Bakuon el 1970 amb tan sols 19 anys.

## Carrera professional
Després de graduar-se de l'Escola Superior Comercial Maebashi, Adachi debutà com mangaka en 1970 amb la sèrie Kieta Bakuon, basada en un manga creat originalment per Satoru Ozawa. Kieta fou publicat en Deluxe Shōnen Sunday de l'editorial Shogakukan.
També feu el disseny de personatges per a l'OVA de Nozomi Witches, i per això a voltes se'l cita com a creador del manga (en lloc de Toshio Nobe, l'autèntic dibuixant).
Adachi és conegut principalment pels seus manga esportius i de comèdies romàntiques (especialment beisbol) com Touch, H2, Slow Step, i Miyuki. A més és un dels pocs mangakes que escriu tant per a revistes manga shōnen com shōjo, sent popular en ambdós. Els seus treballs han estat publicats en Shōnen Sunday, Ciao, Shōjo Comic i Petit Comic, i la majoria dels seus treballs han estat publicats amb Shogakukan i Gakken.

## Obra
- Touch (Campions del beisbol) (1981-1986).[1]
- Hiatari Ryōkō! (Alegre joventut) (1980-1981)
- Miyuki (Vacances al mar) (1980-1984)
- Bōken Shōnen (Noi aventurer) (1998-2005)
- Cross Game (2005-2010)
- Idol A (2005-2007 i 2010)
- MIX (Seqüela de Touch) (2012-present)
- Yuku Toshi Kuru Toshi